# Uvais Mohamed Imitiyas
Uvais Mohamed Imitiyas war von 2006 bis 2010 Bürgermeister von Colombo, Sri Lanka.
Imitiyas kam durch einen administrativ-politischen Zufall an sein Amt. Von Beruf Autorikscha-Fahrer aus ärmlichen Verhältnissen bewarb er sich als Unabhängiger um das Bürgermeisteramt. Als solcher hatte er keine Chance, zu gewinnen. Da die United National Party (UNP), eine der größten Parteien des Landes jedoch einen Minderjährigen aufgestellt hatte, wurde ihre Liste nicht genehmigt, und die UNP hätte an den Wahlen nicht teilnehmen können.
Um die Stimmen der traditionellen UNP-Wählerschaft dennoch zu erhalten, wurde eine Übereinkunft getroffen, dass die genehmigungsfähigen UNP-Kandidaten in Imitiyas' Liste aufgenommen wurden, und er auf sein Amt nach der Wahl verzichten würde. Die UNP unter Siriseena Cooray führte so Wahlkampf für Imitiyas' Liste, die die Wahlen dann auch gewann. Zum Verdruss der UNP weigerte sich Imitiyas aber nach der Wahl, der Abmachung zu folgen und blieb im Amt.